# Malaxis reichei
Malaxis reichei là một loài thực vật có hoa trong họ Lan. Loài này được (Schltr.) Ames & C.Schweinf. mô tả khoa học đầu tiên năm 1935.